# Використання саліцилової кислоти у медицині
Саліцилова кислота як лікарський засіб використовується через її кератолітичні (для видалення рогового шару епідермісу) та кератопластичні (сприяє нормалізації процесів зроговіння та регенерації епідермісу) властивості. Зважаючи на це, саліцилову кислоту використовують для лікування бородавок, мозолів, псоріазу, лупи, акне, дерматофітозу та іхтіозу. Для лікування інших шкірних захворювань, окрім бородавок, її часто застосовують у поєднанні з іншими препаратами. Засіб наносять на уражену ділянку шкіри.
Побічні ефекти включають подразнення шкіри та отруєння саліцилатами (саліцилізм). Отруєння саліцилатами зазвичай розвивається лише при нанесенні препарату на великі ділянки шкіри та у дітей. Таким чином, препарат не рекомендується застосовувати дітям до двох років. Саліцилова мазь доступна в різних концентраціях.
Саліцилова кислота використовується в медицині щонайменше з часів Гіппократа. Вона знаходиться у Переліку основних лікарських засобів Всесвітньої організації охорони здоров'я. У Сполученому Королівстві 10 мл 17%-го розчину коштує NHS близько 1,71 фунта стерлінгів. Розчин також доступний у комбінації з кам'яновугільною смолою, оксидом цинку, або бензойною кислотою.